# アントン・ジュロガル
アントン・ジュロガル（Anton Žlogar、1977年11月24日 - ）は、スロベニア (旧ユーゴスラビア)・イゾラ出身の元同国代表サッカー選手、現サッカー指導者。現役時代のポジションはMF。

## 経歴
1993年にNKイゾラでプロデビュー。その後はスロベニア国内のクラブを転々とし、NDゴリツァとNKオリンピア所属時にはスロベニア・カップ優勝を経験した。2004年にスロベニアを離れてキプロスのエノシス・ネオン・パラリムニFCへ加入すると、2011年までの7年間をキプロスのクラブでキャリアを送った。2011年からはイタリアへと渡り、ポルデノーネ・カルチョとNKクラス・レペンに短期間在籍して現役を引退した。
1998年3月25日、ポーランド代表との親善試合にてスロベニア代表デビュー。2000年には、UEFA EURO 2000に出場するスロベニア代表の登録メンバー入りを果たしたが、本大会では出番がなかった。代表ラストマッチは2009年2月11日のベルギー代表戦である。
現役引退後は主にスロベニア国内のクラブの監督を務め、2019年からは世代別代表の指揮を執っている。